# Conflit du Panchir
Pour les articles homonymes, voir Panchir (homonymie).
Conflit afghan
Le conflit du Panchir est un conflit armé opposant, à partir de la chute de Kaboul le 15 août 2021, le Front national de résistance — ou « résistance du Panchir », un regroupement de combattants anti-taliban — d'Ahmad Massoud ainsi que les restes de la république islamique d'Afghanistan, emmenés par Amrullah Saleh, à l'émirat islamique d'Afghanistan réinstallé par les talibans.
Après s'être positionnés dans les vallées adjacentes, les talibans mènent une offensive début-septembre par quatre points d'entrée dans les montagnes du Panchir, prenant par surprise les défenseurs à revers. 
Les talibans arrivent ainsi pour la première fois de leur histoire à prendre le contrôle de la capitale provinciale Bazarak le 6 septembre et à obtenir la victoire totale sur les restes des forces du gouvernement du régime déchu de la république islamique d'Afghanistan. La plupart des combats cessent dans la vallée, tandis que les chefs de la résistance, Amrullah Saleh et Ahmad Massoud s'enfuient au Tadjikistan voisin.
Malgré ces événements, certains résistants du FNR continuent le combat, menant toujours une campagne de guérilla dans plusieurs provinces, dont Baghlan, Balkh, Badakhshan et Faryab au début de 2022. En outre, une milice anti-taliban indépendante détient toujours un territoire dans la province de Samangan en décembre 2021,. Depuis décembre 2022, le Front national de résistance ne contrôle aucun territoire mais continue de mener des actions de guérilla par des tactiques du hit-and-run.

## Théâtre des opérations
La vallée du Panchir, « un vaste territoire enclavé qui s’étend des montagnes de l’Hindou Kouch jusqu’à 150 kilomètres au nord de la capitale afghane » est un bastion historique. Difficile d'accès — on y pénètre principalement par une gorge très étroite creusée par la rivière Panchir —, il offre, en cas de tentative d'invasion, un avantage aux résistants afghans qui peuvent tirer depuis les hauteurs. La vallée, peuplée d'environ 150 000  à   200 000 habitants, dont la plupart sont Tadjiks, alors que les talibans sont en majorité Pachtounes, a toujours repoussé les envahisseurs ; aussi bien les Soviétiques lors de la guerre d'Afghanistan (1979-1989), que les talibans lors de la guerre civile des années 1990,. Cependant en 2021, le Panchir est moins enclavé que pendant les années 1980 et 1990, avec quatre routes contre une seule vingt ans plus tôt. Les talibans sont également mieux équipés, avec notamment des blindés et du matériel pris sur l'armée afghane.
La région est alors exposée au risque d'encerclement, isolant les combattants et empêchant « l'approvisionnement de la province en aide, notamment humanitaire ». Selon Le Monde, les combattants du FNR, qui « se préparaient depuis des semaines à l’éventualité d’un siège » auraient essayé, le 20 août, « d’ouvrir un corridor vers le nord pour avoir un accès vers le Tadjikistan en prenant le contrôle de trois districts de la province de Baghlan, occupés par des talibans ».

## Forces en présence
Les effectifs des talibans sont estimés à 70 000 hommes pour l'ensemble de l'Afghanistan. L'AFP indique que d'après des sources locales, 30 000 hommes sont rassemblés pour cette offensive finale. Celle-ci est dirigée par le Tadjik Qari Fasihuddin,, qui est nommé, le 7 septembre, chef d'état-major de l’armée dans le gouvernement taliban.
Le Front national de résistance (FNR) revendique pour sa part un effectif de 9 000 ou 10 000 hommes, militaires et volontaires,. Le New York Times indique cependant que les forces retranchées dans le Panchir ne seraient que de 2 000  à   2 500 hommes d'après des sources afghanes.

## Déroulement

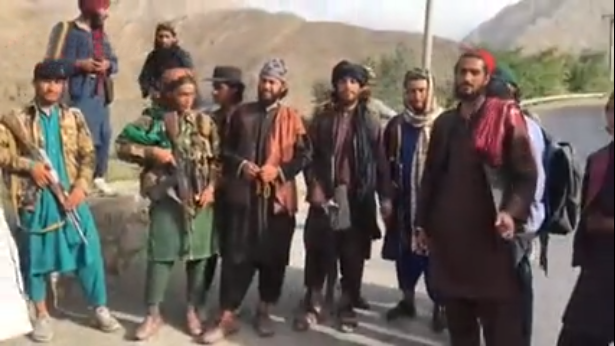
Talibans dans la vallée du Panchir, le 11 septembre 2021.

Les négociations échouent et, le 3 septembre, de lourds combats éclatent à Gulbahar, à l'entrée sud de la vallée du Panchir,. Ahmad Massoud déclare alors : « Les talibans ont proposé d'attribuer deux sièges au FNR dans le gouvernement qu'ils veulent créer, alors que nous demandions un meilleur avenir pour l'Afghanistan. [...] Nous n'avons même pas considéré leur offre ». Cependant les talibans progressent et s'emparent en fin de journée de Anabah, un village situé à environ 25 kilomètres à l'intérieur de la vallée, longue de 115 kilomètres. Après s'être positionnés dans les vallées adjacentes, les talibans mènent une offensive coordonnée par quatre points d'entrée dans les montagnes, prenant par surprise les défenseurs à revers. 
Le 5 septembre, les talibans déclarent avoir atteint Bazarak, la capitale de la province du Panchir,. Le même jour, le Front national de résistance annonce que son porte-parole Fahim Dashty et le général Abdul Wudod Zara ont été tués dans les combats,,. Journaliste célèbre en Afghanistan, Fahim Dashty avait survécu à l'attentat-suicide qui avait causé la mort du commandant Ahmed Chah Massoud le 9 septembre 2001,. Le FNR demande alors une cessation des combats et la reprise des négociations. 
Le matin du 6 septembre, Bazarak est prise par les talibans, qui déploient leur drapeau sur la maison du gouverneur,,,. Les talibans annoncent alors avoir pris le contrôle complet de la vallée du Panchir,,. Leur porte-parole, Zabihullah Mujahid, déclare alors : « Avec cette victoire, notre pays est désormais complètement sorti du marasme de la guerre. Le Panchir, qui était le dernier repaire de l’ennemi en fuite, est conquis »,,. Il prévient également : « L'émirat islamique est très susceptible au sujet des insurrections. Quiconque tente de créer une insurrection sera durement réprimé. Les forces afghanes formées ces vingt dernières années seront appelées à rejoindre les services de sécurité aux côtés des talibans ». De son côté, le FNR déclare sur  son compte Twitter : « les allégations des talibans en ce qui concerne leur occupation du Panchir sont fausses. Les forces du FNR sont présentes sur tous les points stratégiques de la vallée et continueront à se battre ». Ahmad Massoud affirme quant à lui : « Nous sommes au Panchir et notre résistance continue ». 
Néanmoins, à l'exception de quelques combats sporadiques menés les semaines suivantes par les derniers combattants de la Résistance retranchés dans les grottes et montagnes difficiles d'accès du Panjshir (notamment dans le district d'Anaba), les hostilités cessent dans la vallée après sa prise par les talibans le 6 septembre ,,. Des fuites du département américain de la Défense et de l'ancien gouvernement afghan révèlent que les chefs de la résistance, Amrullah Saleh et Ahmad Massoud, se sont enfuis au Tadjikistan voisin les jours suivants,, alors que la région du Panjshir est au-même moment désertée par la majeure partie des civils qui fuient vers Kaboul pour échapper aux persécutions des talibans. 
Le 9 septembre, la tombe du commandant Ahmed Chah Massoud est saccagée par des combattants talibans, vingt ans jour pour jour après sa mort. Sa pierre tombale est brisée en trois morceaux et le verre de la sépulture est brisé. Les talibans présentent cependant leurs excuses pour cet acte et font réparer la tombe quelques jours plus tard.

## Suites
Des journalistes du New York Times présents dans le Panchir le 13 septembre ont signalé que les combats avaient pour la plupart cessé, car les talibans contrôlaient une grande partie de la vallée et la présence du FNR était apparemment limitée aux zones montagneuses presque inaccessibles. Le 6 octobre, Abdul Latif Pedram affirme que la guérilla se poursuit dans le Panchir. Le 15 octobre, l’agence de presse russe Interfax signale que les forces du FNR menaient une guérilla à Andarab, à Baghlan, et que les talibans avaient perdu six combattants, cependant que quatre étaient blessés et deux capturés par les forces pro-FNR. Dans le même temps, des combats sont également signalés à Balkh, les deux camps subissant des pertes non évaluées. Le 25 octobre, un groupe de résistance annonce officiellement le début d'une nouvelle guérilla dans le Panchir et prête allégeance au Front national de résistance. Le 12 novembre, des affrontements entre les pro-FNR et les forces talibanes ont lieu à Khoshudara, dans le district de Khost wa Fereng, dans la province de Baghlan, au cours desquels les deux parties subissent plusieurs pertes. Une section locale informe The Independent que le FNR détient toujours des positions à Khost wa Fereng.
Le 7 mai 2022, le Front national de résistance affirme avoir lancé une large offensive contre les talibans dans douze provinces du pays, pour la plupart au nord. Le groupe revendique la libération de trois districts de la province du Panchir, ce qui est démenti par le gouvernement taliban.
Plusieurs vidéos diffusées pendant le mois d'août 2022 font état de combats dans la vallée du Panchir. L'agence de presse afghane Aamaj News fait notamment état de dix talibans tués lors d'une attaque d'un avant-poste sur une crête de la vallée de Pochaveh, dans le district de Dara. Cependant les talibans reprennent leur offensive pour le contrôle de la vallée. Le 14 septembre 2022, le porte-parole des talibans, Zabihullah Mujahid, fait état d'une « opération de nettoyage à grande échelle (…) contre les rebelles dans trois districts du Panchir ». Il revendique un bilan de 40 morts, dont trois commandants, 101 prisonniers du côté du FNR.

## Crimes de guerre
Le 12 septembre 2022, une vidéo diffusée sur les réseaux sociaux montre l'exécution sommaire par des talibans de cinq ou six combattants du Front national de résistance qui sont criblés de balles après avoir été faits prisonniers. Aux moins trois autres exécutions sommaires commises par le même groupe de talibans sont également documentées.

### Vidéographie
- [vidéo] « Afghanistan : dans la vallée du Panchir, le dernier rempart contre les talibans », AFP, 3 septembre 2021.
- [vidéo] « VIDÉO - Afghanistan : reportage dans la vallée du Panchir, où les talibans s'affichent en vainqueurs », LCI, 8 septembre 2021.
- [vidéo] « Afghanistan : qui contrôle vraiment la région du Panchir ? », France 24, 7 septembre 2021.